# Criquiers
Criquiers est une commune française située dans le département de la Seine-Maritime, en région Normandie.

## Géographie

### Localisation
Criquiers est un village-rue rural normand bâti le long de la RD 236 -Gaillefontaine - Poix-de-Picardie, située sur le plateau autrefois appelé « Montagne », à l'extrême est de la Seine-Maritime, en bordure du département de l'Oise.
La ligne de Saint-Roch à Darnétal-Bifurcation, qui assure les liaisons TER entre Amiens et Rouen, passe en limite sud du territoire, mais la gare la plus proche est la gare de Formerie.

### Hameaux et écarts
Criquiers possède deux hameaux importants : le Bois des Puits avec plus de 80 maisons et Les Anthieux avec environ 30 maisons.
On note également de nombreux lieux-dits : Pierrement, Hadancourt, le Vergenet, le Bout la Haut, le Paradis, les Fosses Catrèches, la Tête de Vache, le Calvaire, Huleux, le Moulin à Godet et le Nouveau Monde....

### Hydrographie
La commune est située dans le bassin Seine-Normandie. Elle est drainée par la Bresle,.
La Bresleest un fleuve côtier d'une longueur de 68 km, qui prend sa source dans la commune de Abancourt, à 180 mètres d’altitude, et se jette  dans la Manche au Tréport, après avoir traversé 30 communes. 

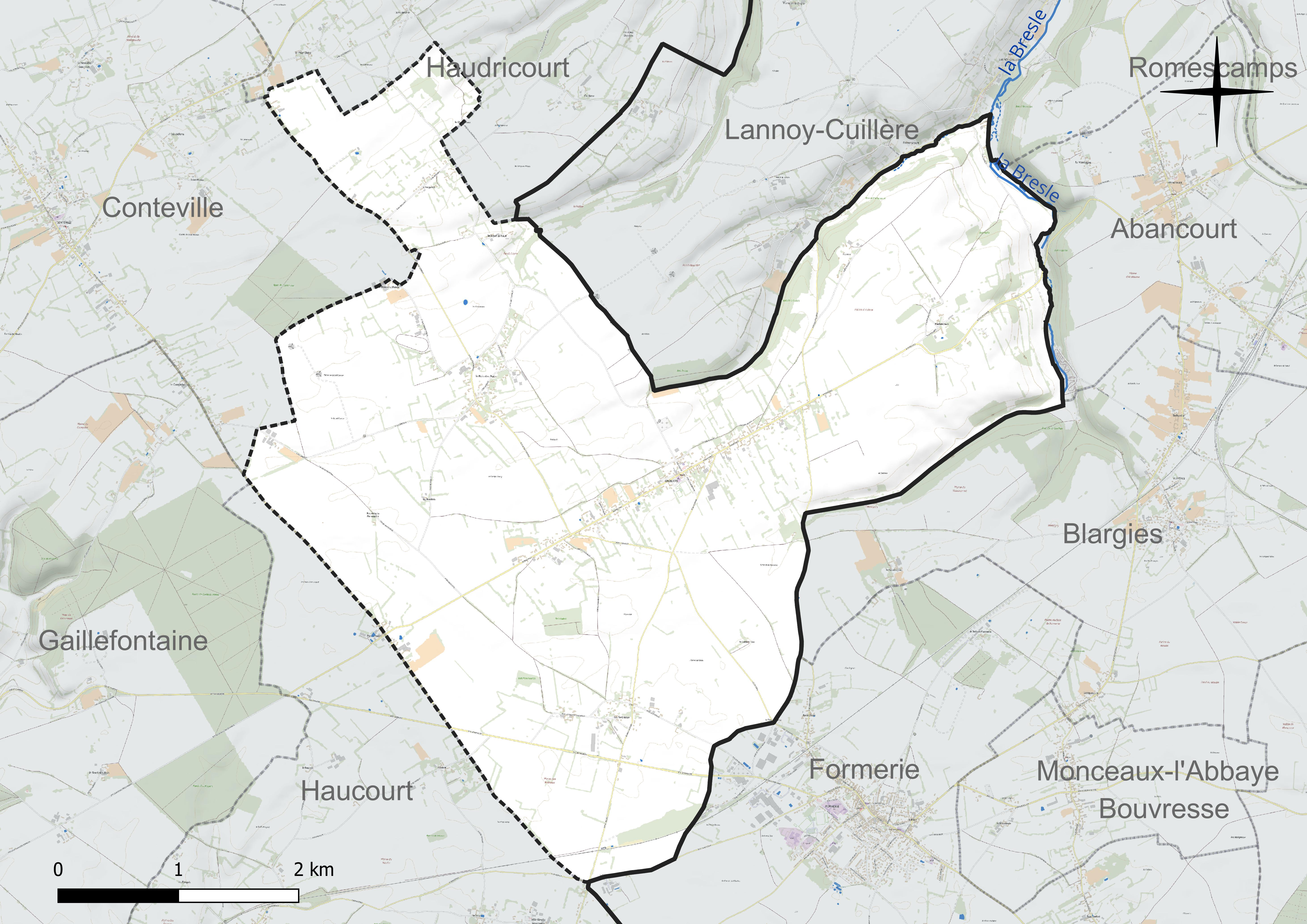
Réseau hydrographique de Criquiers.

### Climat
Pour des articles plus généraux, voir Climat de la Normandie et Climat de la Seine-Maritime.
En 2010, le climat de la commune est de type climat océanique dégradé des plaines du Centre et du Nord, selon une étude du CNRS s'appuyant sur une série de données couvrant la période 1971-2000. En 2020, Météo-France publie une typologie des climats de la France métropolitaine dans laquelle la commune est exposée à un climat océanique et est dans la région climatique Côtes de la Manche orientale, caractérisée par un faible ensoleillement (1 550 h/an) ; forte humidité de l’air (plus de 20 h/jour avec humidité relative > 80 % en hiver), vents forts fréquents. Parallèlement le GIEC normand, un groupe régional d’experts sur le climat, différencie quant à lui, dans une étude de 2020, trois grands types de climats pour la région Normandie, nuancés à une échelle plus fine par les facteurs géographiques locaux. La commune est, selon ce zonage, exposée à un « climat contrasté des collines », correspondant au Pays de Bray, bien arrosé et frais.
Pour la période 1971-2000, la température annuelle moyenne est de 9,3 °C, avec une amplitude thermique annuelle de 14,8 °C. Le cumul annuel moyen de précipitations est de 894 mm, avec 13,5 jours de précipitations en janvier et 9,1 jours en juillet. Pour la période 1991-2020, la température moyenne annuelle observée sur la station météorologique la plus proche, située sur la commune de Saint-Arnoult à 10 km à vol d'oiseau, est de 10,4 °C et le cumul annuel moyen de précipitations est de 797,2 mm,. Pour l'avenir, les paramètres climatiques de la commune estimés pour 2050 selon différents scénarios d’émission de gaz à effet de serre sont consultables sur un site dédié publié par Météo-France en novembre 2022.

## Urbanisme

### Typologie
Au 1er janvier 2024, Criquiers est catégorisée commune rurale à habitat dispersé, selon la nouvelle grille communale de densité à sept niveaux définie par l'Insee en 2022.
Elle est située hors unité urbaine et hors attraction des villes,.

### Occupation des sols
L'occupation des sols de la commune, telle qu'elle ressort de la base de données européenne d’occupation biophysique des sols Corine Land Cover (CLC), est marquée par l'importance des territoires agricoles (93,6 % en 2018), une proportion sensiblement équivalente à celle de 1990 (93,7 %). La répartition détaillée en 2018 est la suivante : 
terres arables (52,4 %), prairies (33,3 %), zones agricoles hétérogènes (7,9 %), zones urbanisées (4,3 %), forêts (2,1 %). L'évolution de l’occupation des sols de la commune et de ses infrastructures peut être observée sur les différentes représentations cartographiques du territoire : la carte de Cassini (XVIIIe siècle), la carte d'état-major (1820-1866) et les cartes ou photos aériennes de l'IGN pour la période actuelle (1950 à aujourd'hui).

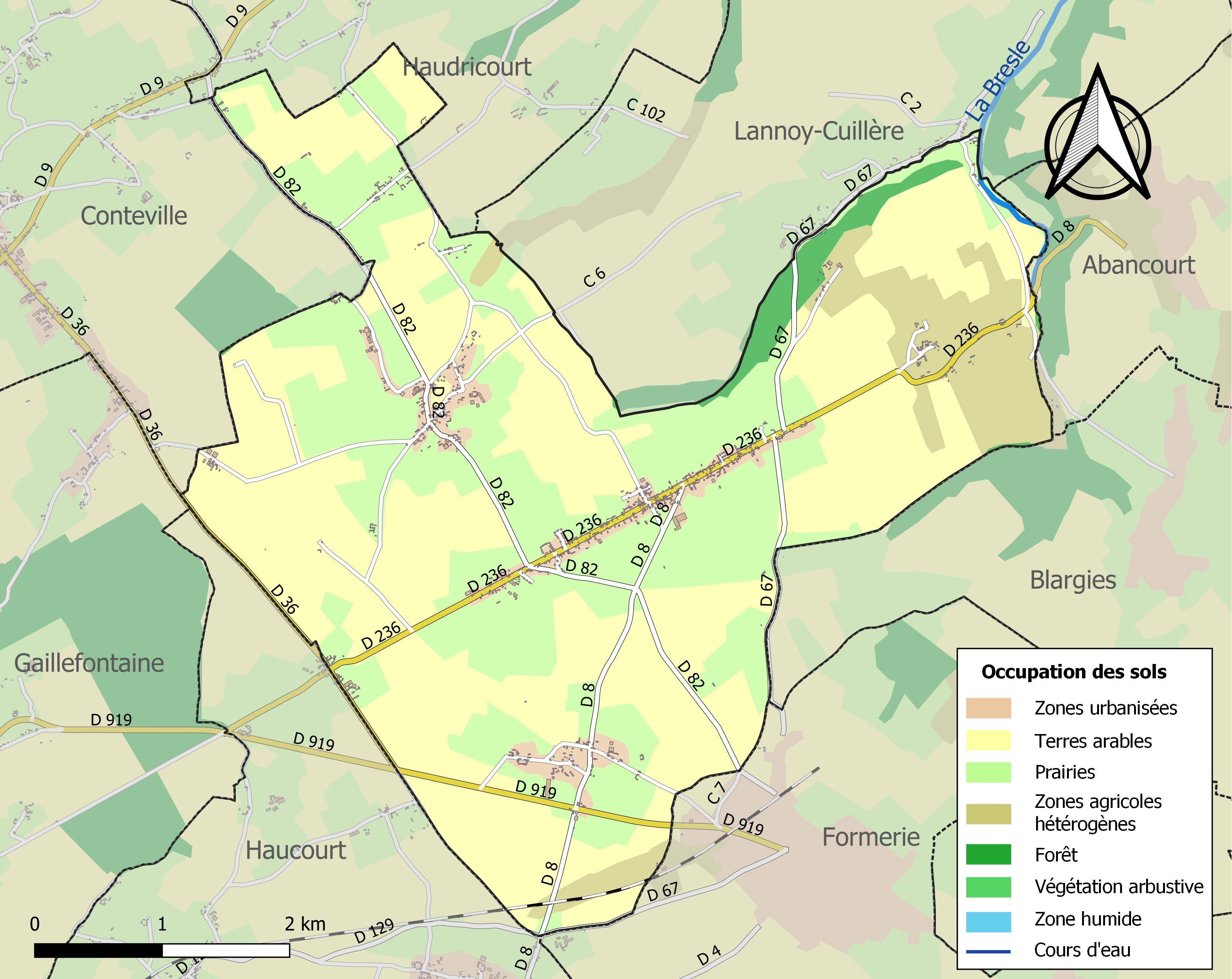
Carte des infrastructures et de l'occupation des sols de la commune en 2018 (CLC).

### Habitat et logement
En 2018, le nombre total de logements dans la commune était de 338, alors qu'il était de 339 en 2013 et de 324 en 2008.
Parmi ces logements, 81,3 % étaient des résidences principales, 10,1 % des résidences secondaires et 8,6 % des logements vacants. Ces logements étaient pour 99,7 % d'entre eux des maisons individuelles et pour 0 % des appartements.
Le tableau ci-dessous présente la typologie des logements à Criquiers en 2018 en comparaison avec celle de la Seine-Maritime et de la France entière. Une caractéristique marquante du parc de logements est ainsi une proportion de résidences secondaires et logements occasionnels (10,1 %) supérieure à celle du département (3,9 %) et à celle de la France entière (9,7 %). Concernant le statut d'occupation de ces logements, 83,5 % des habitants de la commune sont propriétaires de leur logement (83 % en 2013), contre 53 % pour la Seine-Maritime et 57,5 pour la France entière.
| Typologie                                               | Criquiers | Seine-Maritime | France entière |
| ------------------------------------------------------- | --------- | -------------- | -------------- |
| Résidences principales (en %)                           | 81,3      | 88             | 82,1           |
| Résidences secondaires et logements occasionnels (en %) | 10,1      | 3,9            | 9,7            |
| Logements vacants (en %)                                | 8,6       | 8,1            | 8,2            |

## Toponymie
Le nom de la localité est attesté sous les formes Criquehers (sans date), Criquiers en 1337; Crequiers en 1401; 1431 (Longnon), 1433 et 1460; Ecclesia parrochia Beate Marie de Crequiers en 1495; Notre Dame de Criquiers en 1716; Créquiers en 1648; Criquiers en 1704 (Pouillé); Créquier ou Criquier en 1715 (Frémont); Criquiers en 1757 (Cassini).

## Histoire
Les plus anciennes preuves connues d'une présence humaine remontent à l'Antiquité. Ainsi, les traces d'une voie romaine ont été retrouvées à Criquiers. Certains historiens, tels que Jean Benoît Désiré Cochet, pensent que cette voie reliait Dieppe à Beauvais. D'autres, comme N.-R. Potin de La Mairie, pensent qu'elle reliait Rouen à Amiens. Ce qui est sûr, c'est que cette voie forme aujourd'hui la rue principale de Criquiers, auparavant appelée chaussée Brunehaut. Des débris romains ont également été retrouvés à la section des Authieux, ainsi qu'au hameau du Bois-des-Puits.
Au Moyen Âge, l'ancien village de Criquiers est détruit, puis reconstruit  afin de favoriser le repeuplement du secteur, au début du XIVe siècle par l'abbaye Saint-Laurent de Beaubec qui donne aux habitants des franchises. « Outre l’église, dont l’établissement est soumis à l’autorisation de l’ordinaire, les religieux feront faire à leurs frais une mare, un puits et un four. La charte règle de manière précise, voire tatillonne, la condition des tenanciers. Chacun se voit accorder en perpétuel héritage une « resséantise » – un terrain portant sa demeure – pour laquelle il est tenu de verser un chapon à Noël, et des terres, à raison de 10 sous l’acre. Les hommes pourront user de leurs tènements et resséantises à volonté ; les transmettre à leurs héritiers moyennant le versement d’un relief de 5 sous par resséantise, somme qui acquitterait une acre de terre, les terres de plein champ se relevant à raison de 12 deniers l’acre ». Ce nouveau village prend un temps le nom de Neuville, mais l'ancien nom de Criquiers s'impose  rapidement.
Par une charte datant de l'année 1314, Enguerrand de Marigny, chambellan et ministre de Philippe le Bel, donne à Criquiers « trois acres de terre pour établir un cimetière, une église et un presbytère ». Le presbytère est fondé en 1326 par l'abbaye de Beaubec.
Avant la Révolution française, Criquiers était « une paroisse de l'archidiaconé d'Eu, du doyenné, de la vicomté et de l'élection de Neufchâtel ».
Un grand fossé existait, à une époque inconnue, entre Criquiers et Formerie. Ce fossé était appelé le fossé Castresse, et avait également le nom plus ancien de fossa Castrensis.

## Politique et administration

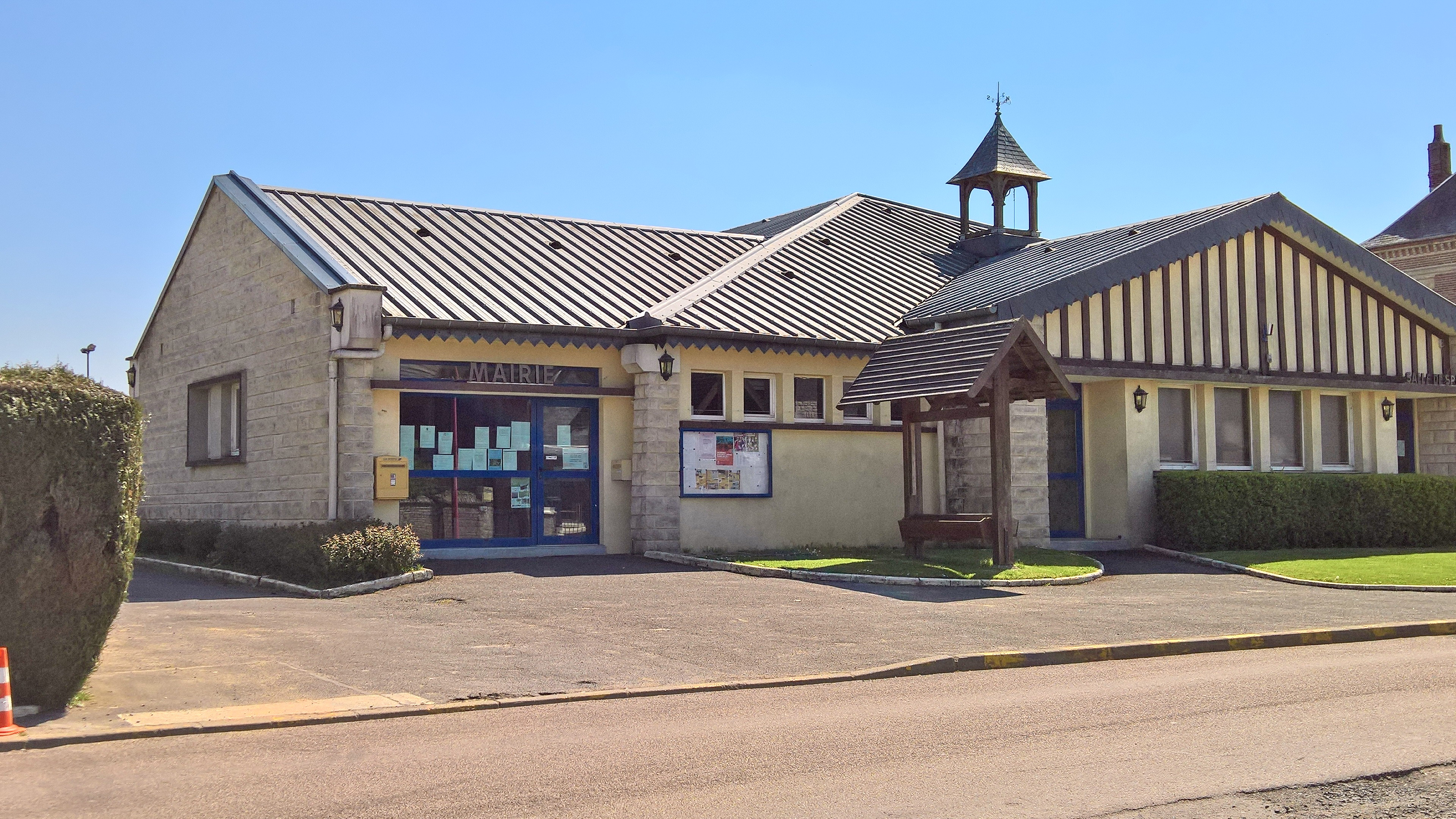
La mairie.

### Rattachements administratifs et électoraux
La commune se trouve depuis 1926 dans l'arrondissement de Dieppe du département de la Seine-Maritime. Pour l'élection des députés, elle fait partie depuis 2012 de la sixième circonscription de la Seine-Maritime.
Elle faisait partie depuis 1801 du canton d'Aumale. Dans le cadre du redécoupage cantonal de 2014 en France, Criquiers est désormais rattaché au canton de Gournay-en-Bray.

### Intercommunalité
Criquiers était membre de la petite communauté de communes du canton d'Aumale, créée fin 2001.
La loi portant nouvelle organisation territoriale de la République (Loi NOTRe) du 7 août 2015 prescrivant, dans le cadre de l'approfondissement de la coopération intercommunale, que les intercommunalités à fiscalité propre doivent, sauf exceptions, regrouper au moins 15 000 habitants, l'intercommunalité a fusionné avec sa voisine pour former, le 1er janvier 2017, la communauté de communes interrégionale Aumale - Blangy-sur-Bresle dont Criquiers est désormais membre.

### Liste des maires
| Période   | Période                   | Identité                | Étiquette   | Qualité                                   |
| --------- | ------------------------- | ----------------------- | ----------- | ----------------------------------------- |
| 1800      | 1808                      | Jean Monnier            |             |                                           |
| 1808      | 1810                      | Pierre Jean Bourdet     |             |                                           |
| 1811      | 1833                      | Pierre Antoine Beaurain |             |                                           |
| 1835      | 1839                      | Aimé Buée               |             |                                           |
| 1839      | 1840                      | Pierre Antoine Bourdet  |             |                                           |
| 1840      | 1846                      | Théodore Doré           |             |                                           |
| 1848      | 1863                      | Aimé Buée               | Républicain | Conseiller général d'Aumale (1901 → 1910) |
| 1863      | 1871                      | François Pinguet        |             |                                           |
| 1871      | 1874                      | Théodore Doré           |             |                                           |
| 1874      | 1875                      | François Bourdet        |             |                                           |
| 1876      | 1912                      | Aimé Buée               |             |                                           |
| 1912      | 1936                      | Louis Buée              |             |                                           |
| 1937      | 1945                      | Alphonse Dusolon        |             |                                           |
| 1945      | 1959                      | Albert Lambert          |             |                                           |
| 1959      | 1977                      | René Hatté              |             |                                           |
| 1977      | 1995                      | Jean Noyon              |             |                                           |
| juin 1995 | mars 2008                 | Paul Couaillet          |             |                                           |
| mars 2008 | mai 2020                  | M. Claude Michel        | EXD         | Cantonnier en chef                        |
| mai 2020  | En cours (au 2 juin 2022) | David Michel            |             | Fils du précédent                         |

## Population et société

### Démographie
Les habitants de la commune sont appelés les Criquérois .

L'évolution du nombre d'habitants est connue à travers les recensements de la population effectués dans la commune depuis 1793. Pour les communes de moins de 10 000 habitants, une enquête de recensement portant sur toute la population est réalisée tous les cinq ans, les populations de référence des années intermédiaires étant quant à elles estimées par interpolation ou extrapolation. Pour la commune, le premier recensement exhaustif entrant dans le cadre du nouveau dispositif a été réalisé en 2005.

En 2022, la commune comptait 714 habitants, en évolution de +9,51 % par rapport à 2016 (Seine-Maritime : +0,35 %, France hors Mayotte : +2,11 %).
| 1793 | 1800 | 1806 | 1821 | 1831  | 1836  | 1841 | 1846 | 1851 |
| ---- | ---- | ---- | ---- | ----- | ----- | ---- | ---- | ---- |
| 890  | 837  | 906  | 953  | 1 021 | 1 018 | 966  | 972  | 921  |

| 1856 | 1861 | 1866 | 1872 | 1876 | 1881 | 1886 | 1891 | 1896 |
| ---- | ---- | ---- | ---- | ---- | ---- | ---- | ---- | ---- |
| 876  | 843  | 854  | 784  | 800  | 799  | 799  | 791  | 751  |

| 1901 | 1906 | 1911 | 1921 | 1926 | 1931 | 1936 | 1946 | 1954 |
| ---- | ---- | ---- | ---- | ---- | ---- | ---- | ---- | ---- |
| 736  | 732  | 721  | 707  | 706  | 739  | 746  | 746  | 719  |

| 1962 | 1968 | 1975 | 1982 | 1990 | 1999 | 2005 | 2006 | 2010 |
| ---- | ---- | ---- | ---- | ---- | ---- | ---- | ---- | ---- |
| 678  | 615  | 545  | 530  | 581  | 602  | 637  | 637  | 676  |

| 2015 | 2020 | 2022 | - | - | - | - | - | - |
| ---- | ---- | ---- | - | - | - | - | - | - |
| 654  | 711  | 714  | - | - | - | - | - | - |

### Enseignement

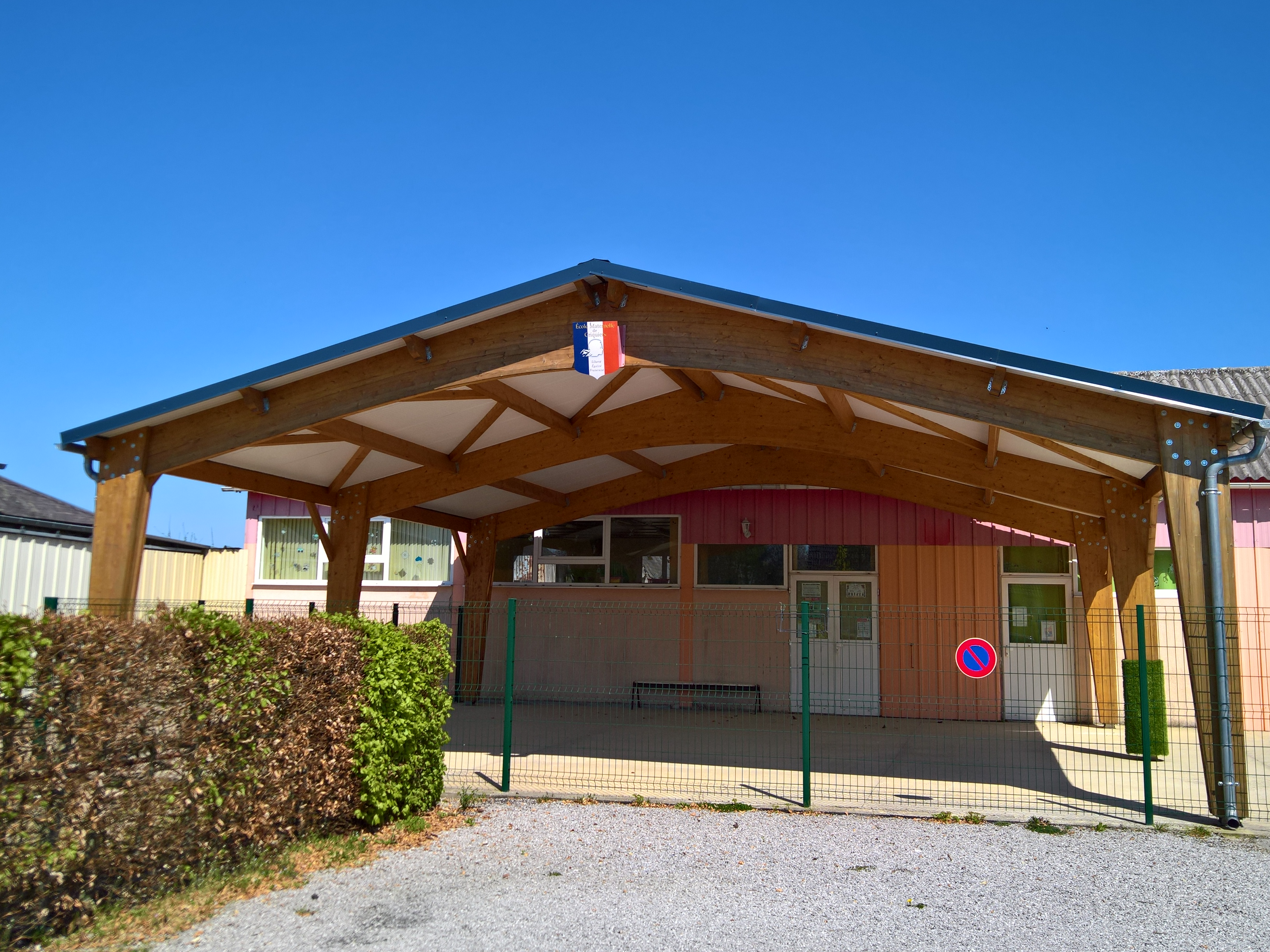
Préau de l'école maternelle.

Criquiers possède une école maternelle ainsi qu’une école élémentaire de 2 classes scolarisant environ 65 élèves en 2019. Ils disposent d'un restaurant scolaire dans la salle des fêtes et un accueil périscolaire.

## Culture locale et patrimoine

### Lieux et monuments
- Église Notre-Dame, fondée en 1326 par l'Abbaye Saint-Laurent de Beaubec, et dont le curé dépendait encore de l'abbaye en 1661. Le premier curé séculier est Marie Henry, en fonction de 1674 à 1706. La restructuration de l'église de 1866 lui donne son aspect actuel, avec la reconstruction du chœur, le relèvement des murs de la nef, construction d'un contrefort entre chaque fenêtre de la nef, puis, en 1875, percement de 12 nouvelles fenêtres, réfection des dallages. L'autel, en marbre blanc de Carare, a été offert par Mme veuve Maubert-Quesnel en mémoire des combattants de la Première Guerre mondiale[30]

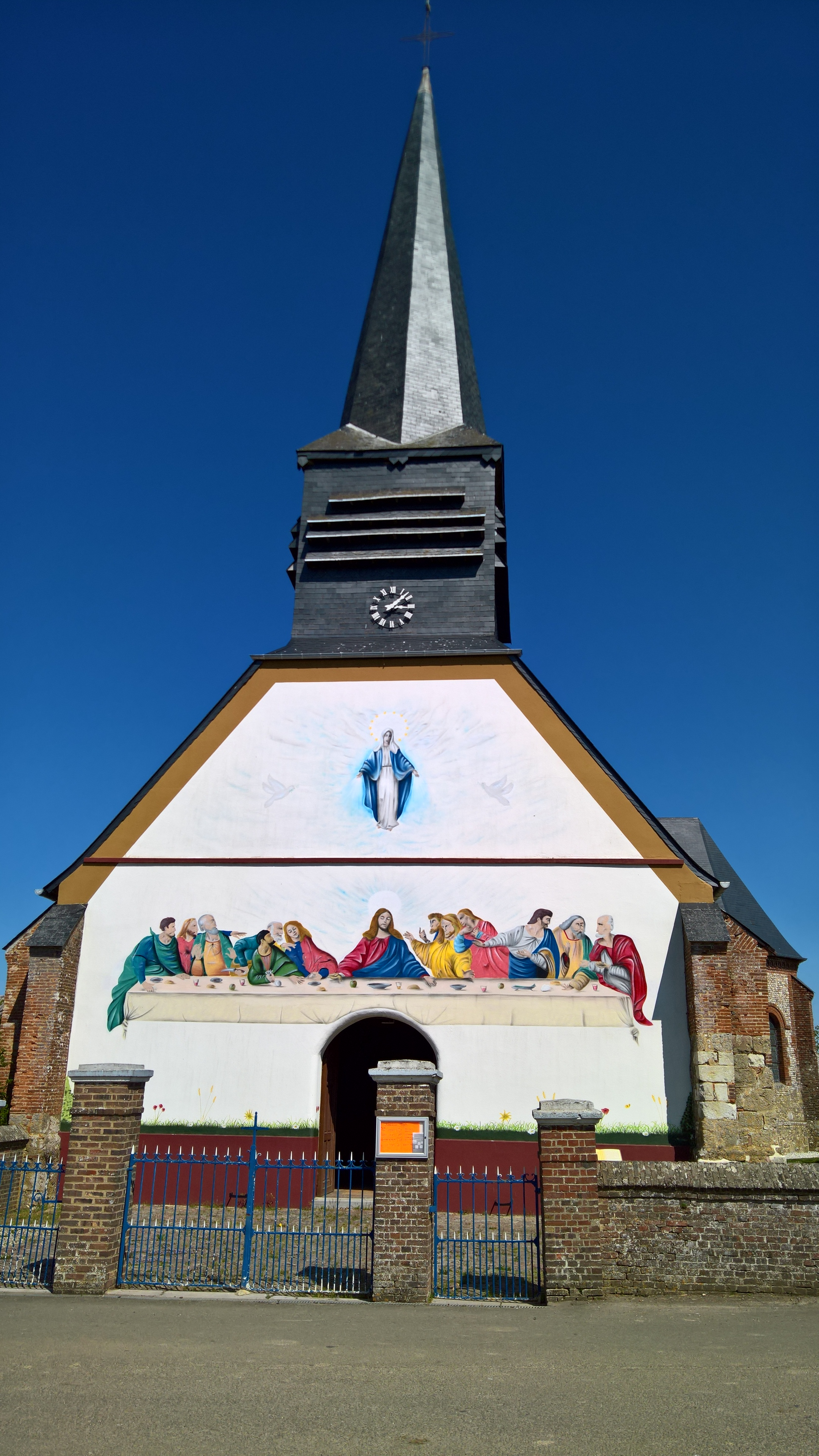
La façade et sa fresque (vers 2013)
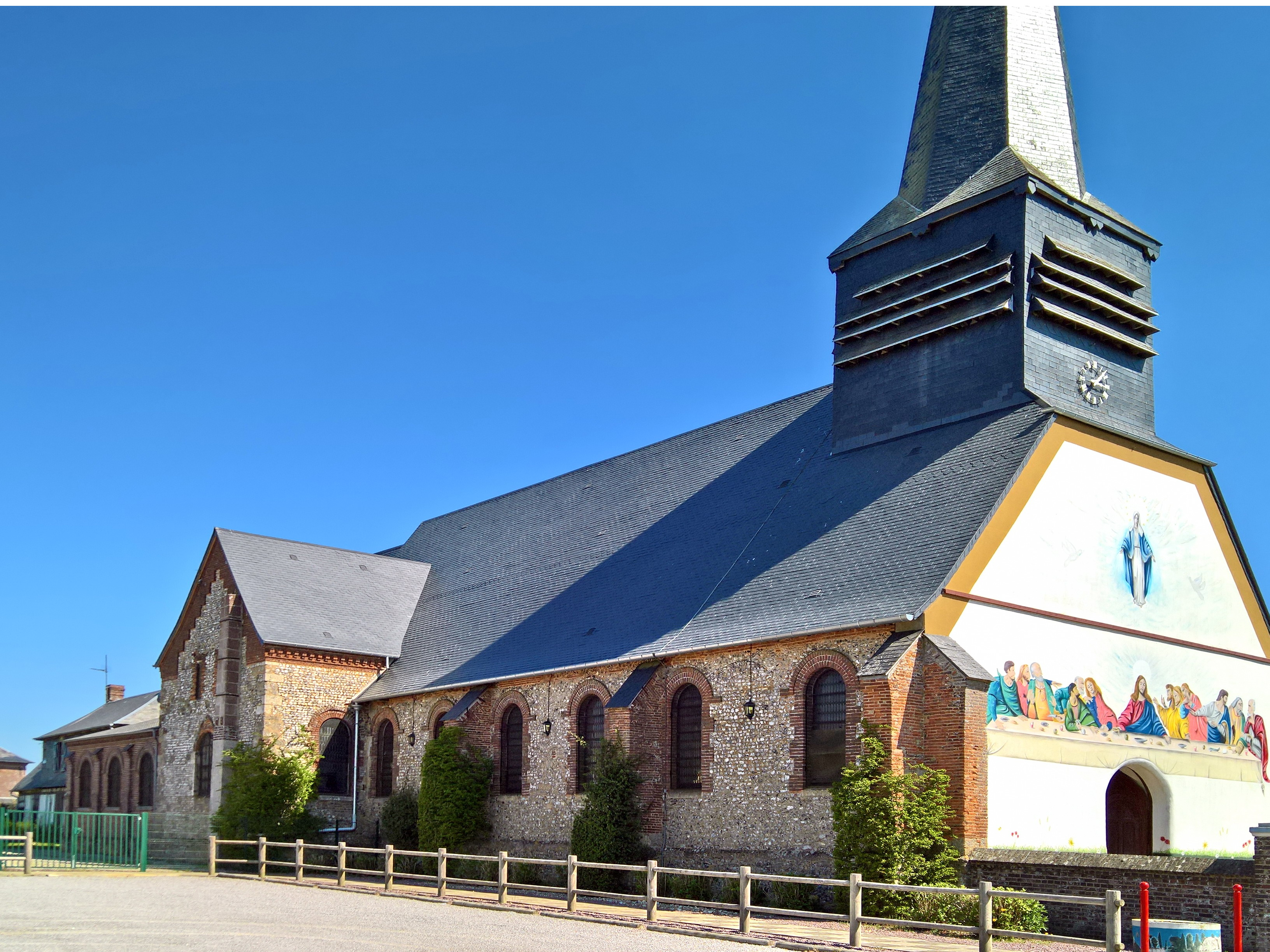
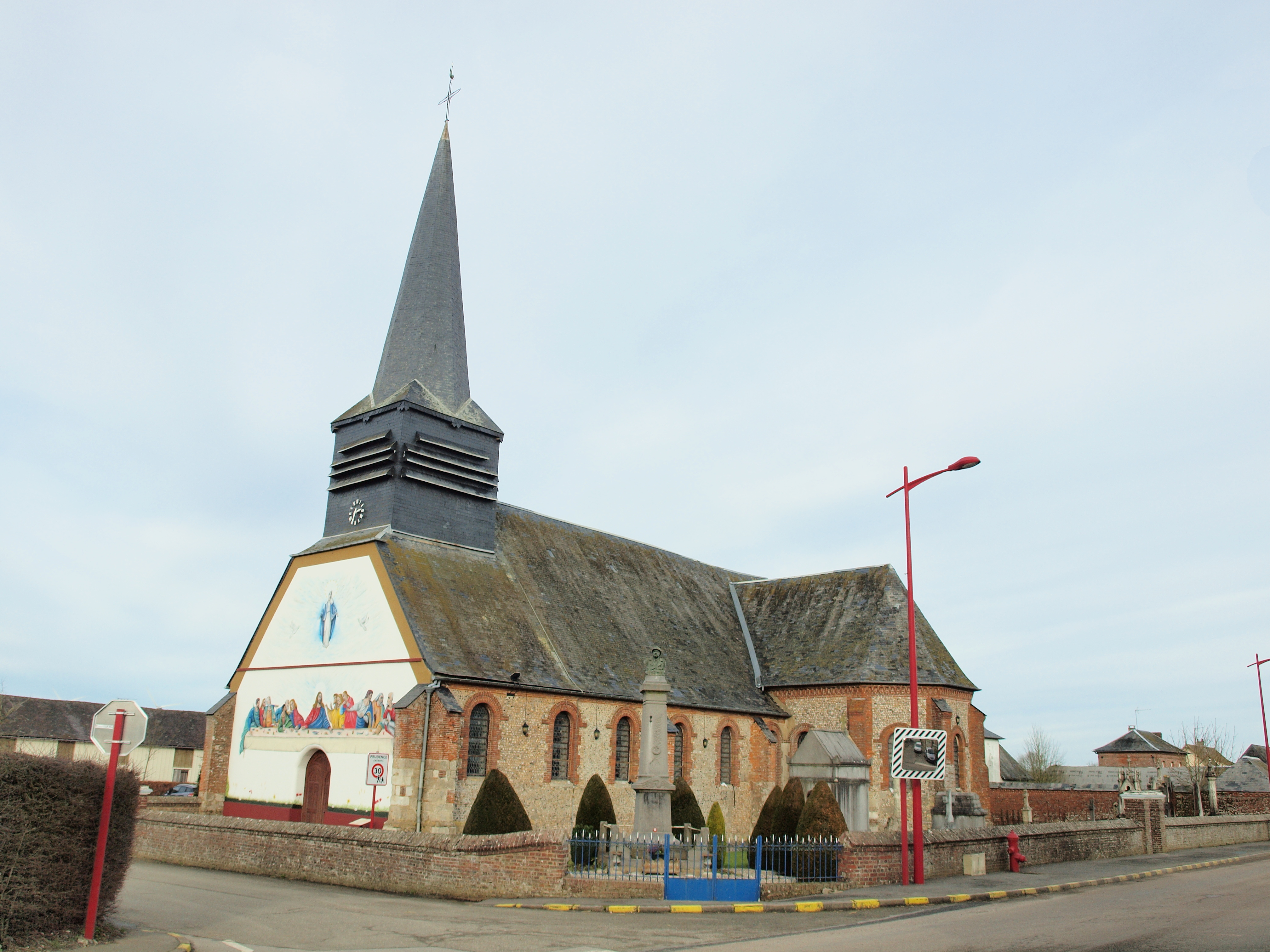
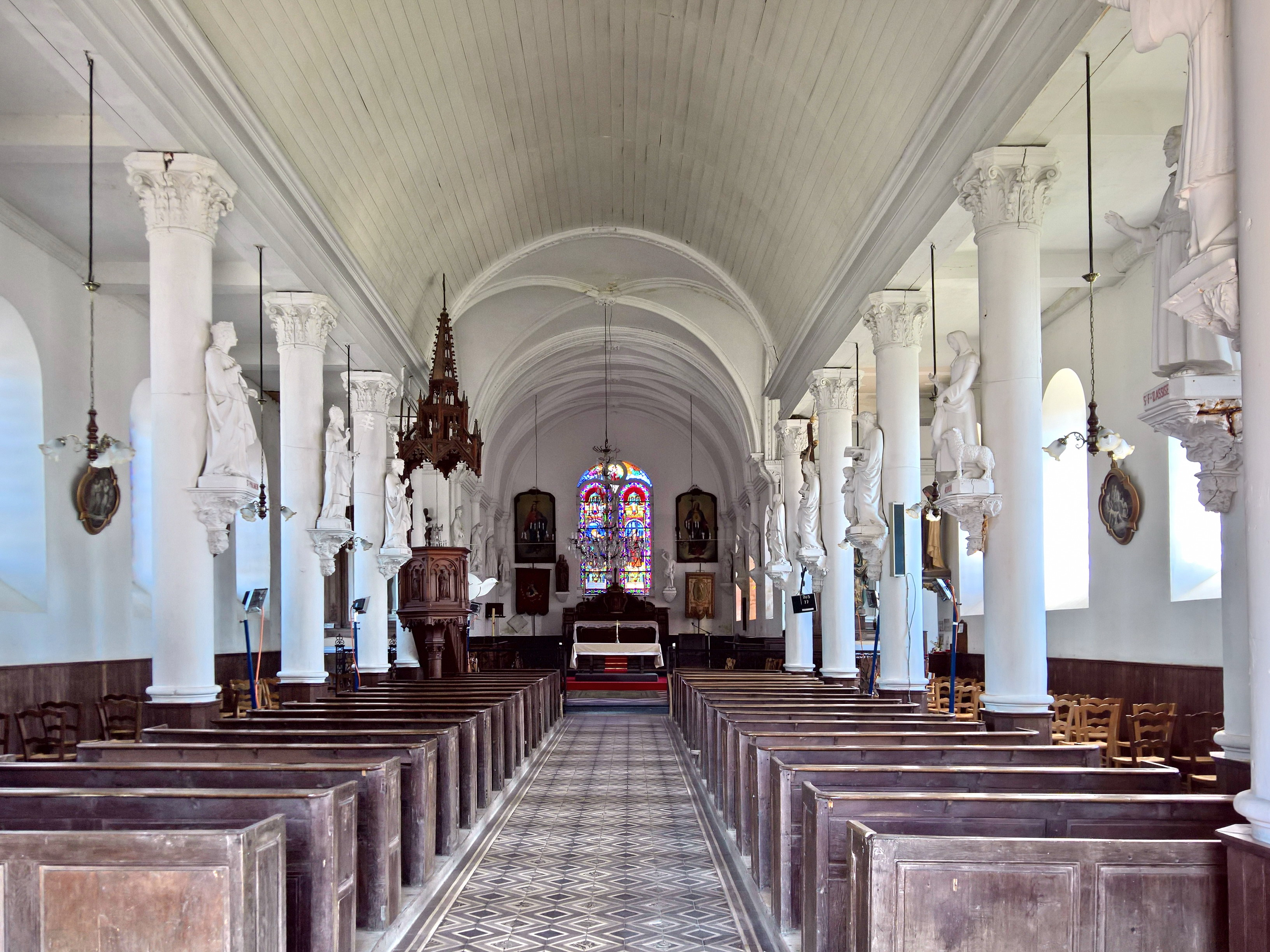
La nef vers le chœur
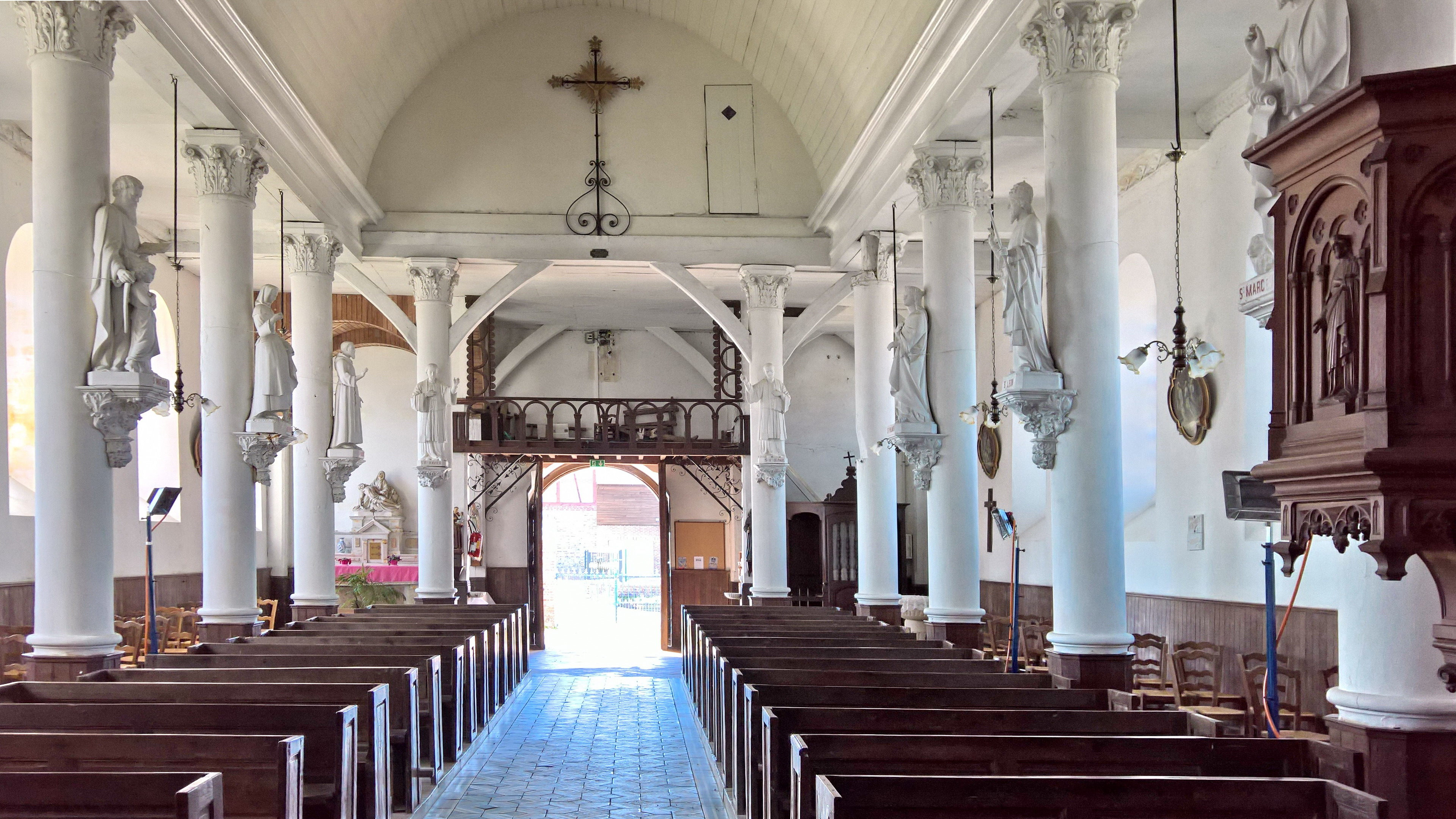
La nef vers l'entrée
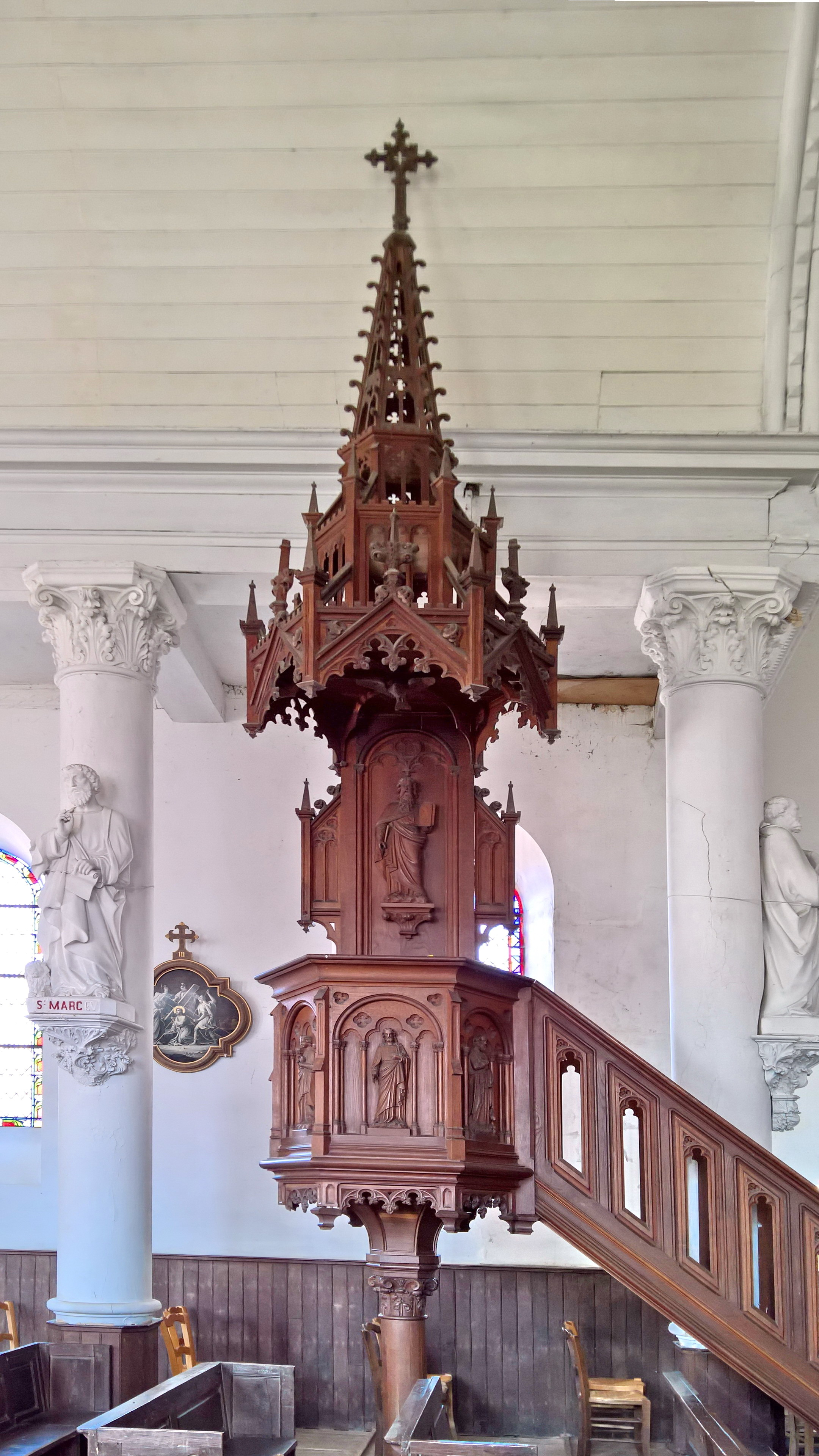
La chaire
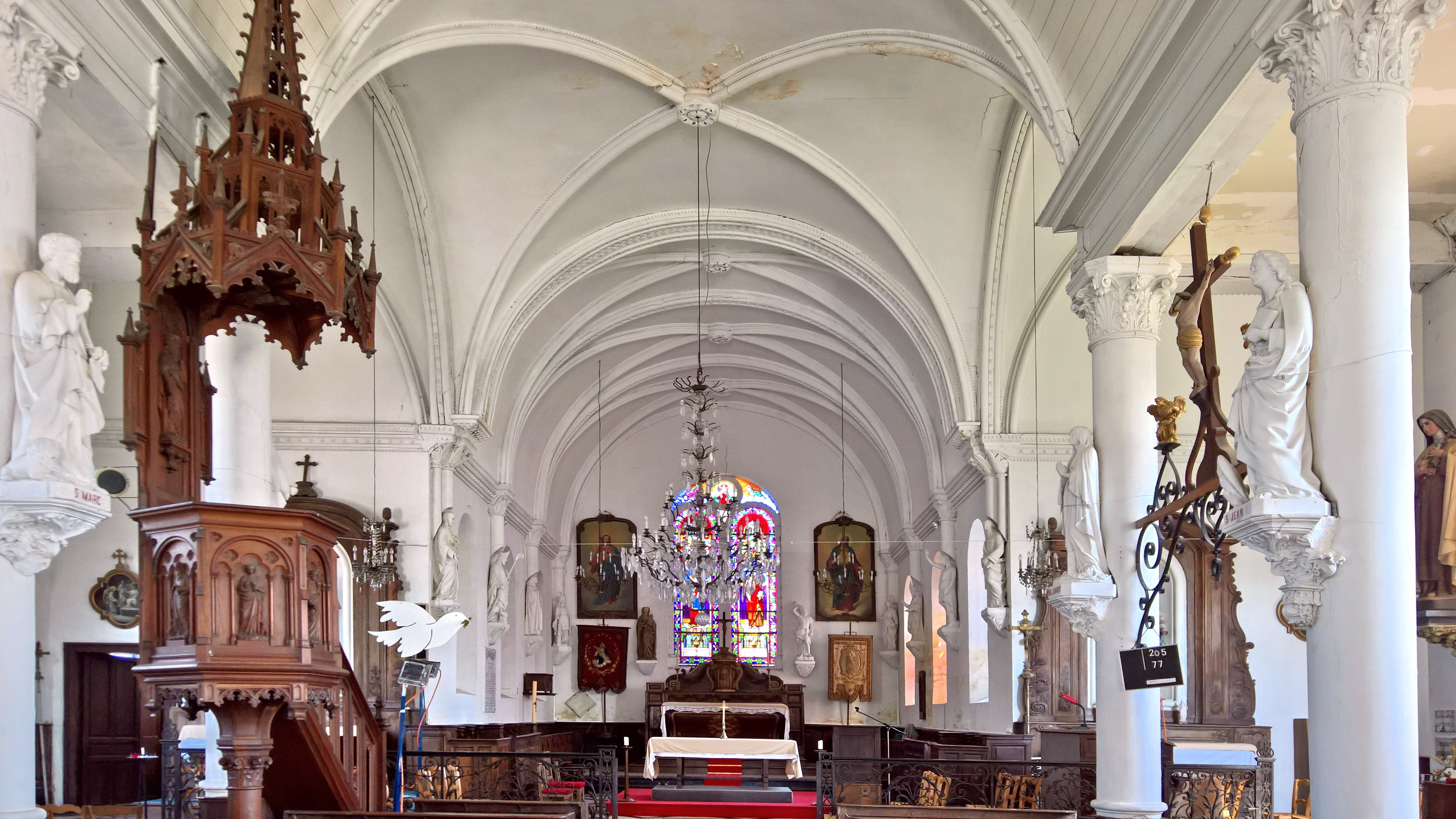
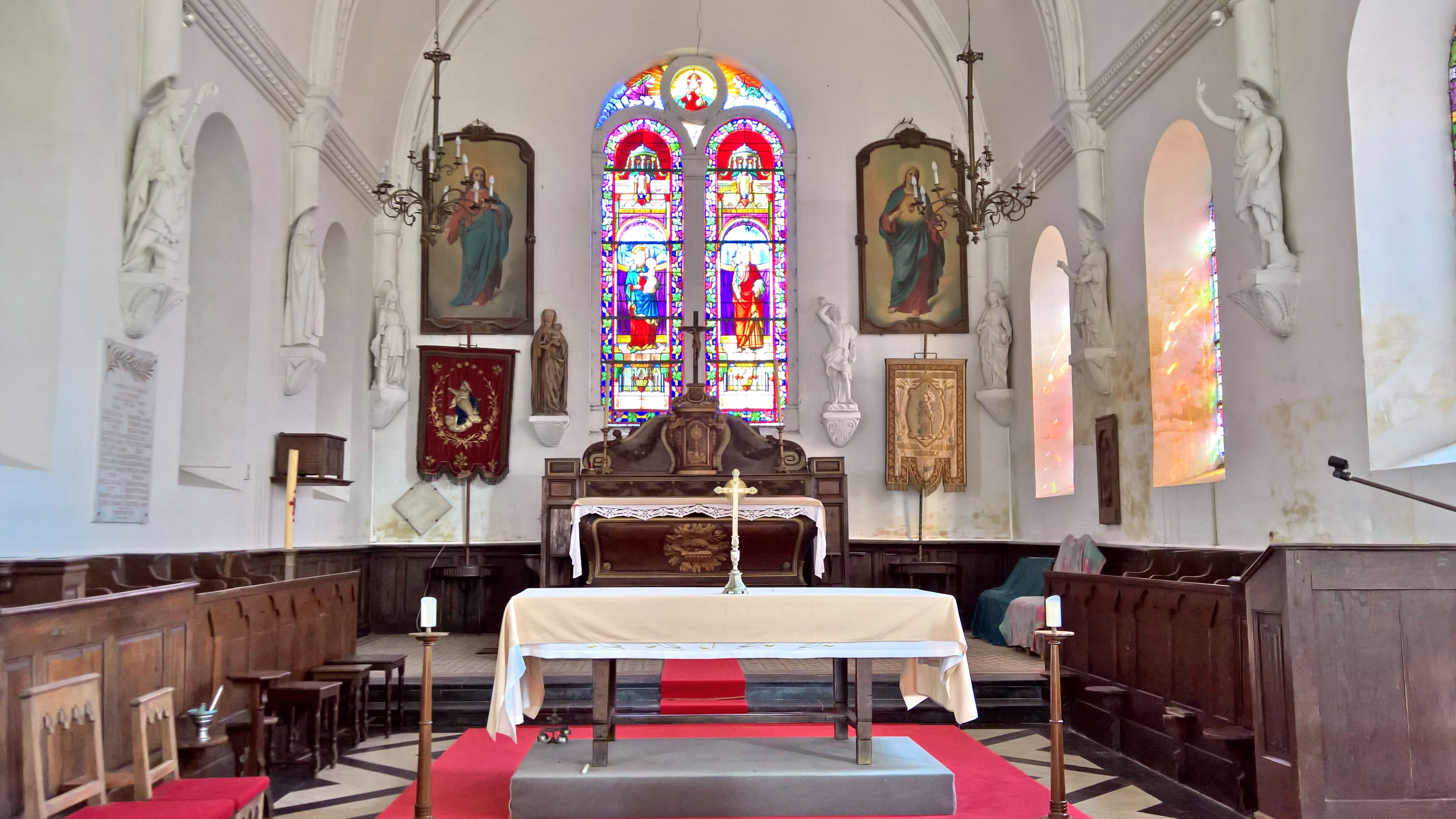
Le chœur

- Chapelle Saint-Lambert (les Anthieux), reconstruite en 1876, puis rénovée et embellie en 2010-2011[31].
- Huit calvaires se trouvent au village et dans ses hameaux[32] : 
  - 1 à Hadancourt,
  - 2 à Bois des Puits,
  - 1 au Bout la Haut,
  - 1 pendu,
  - 1 à l'Église,
  - 1 au cimetière,
  - 1 à la Chapelle Maubert

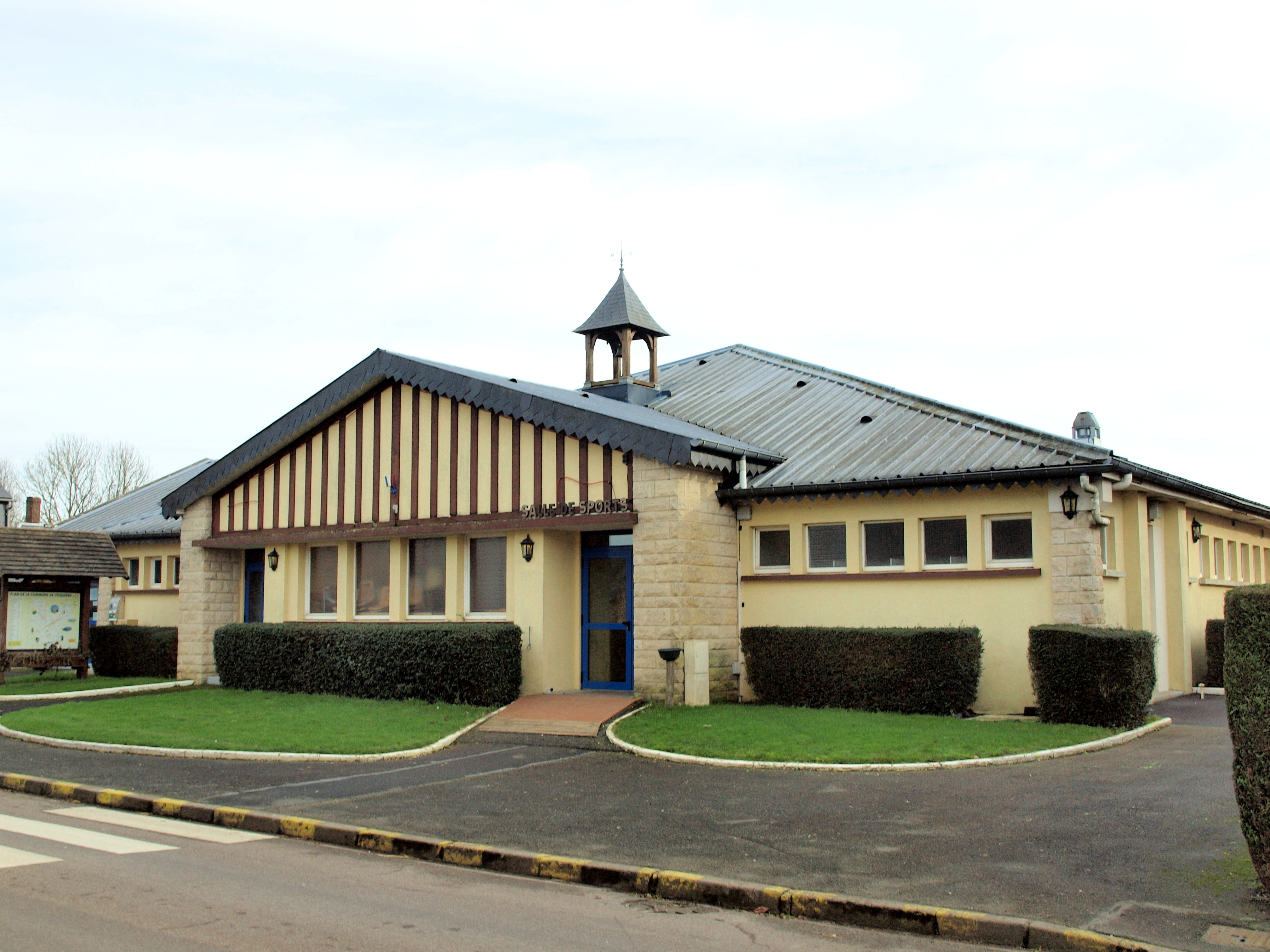
Mairie-Salle des fêtes
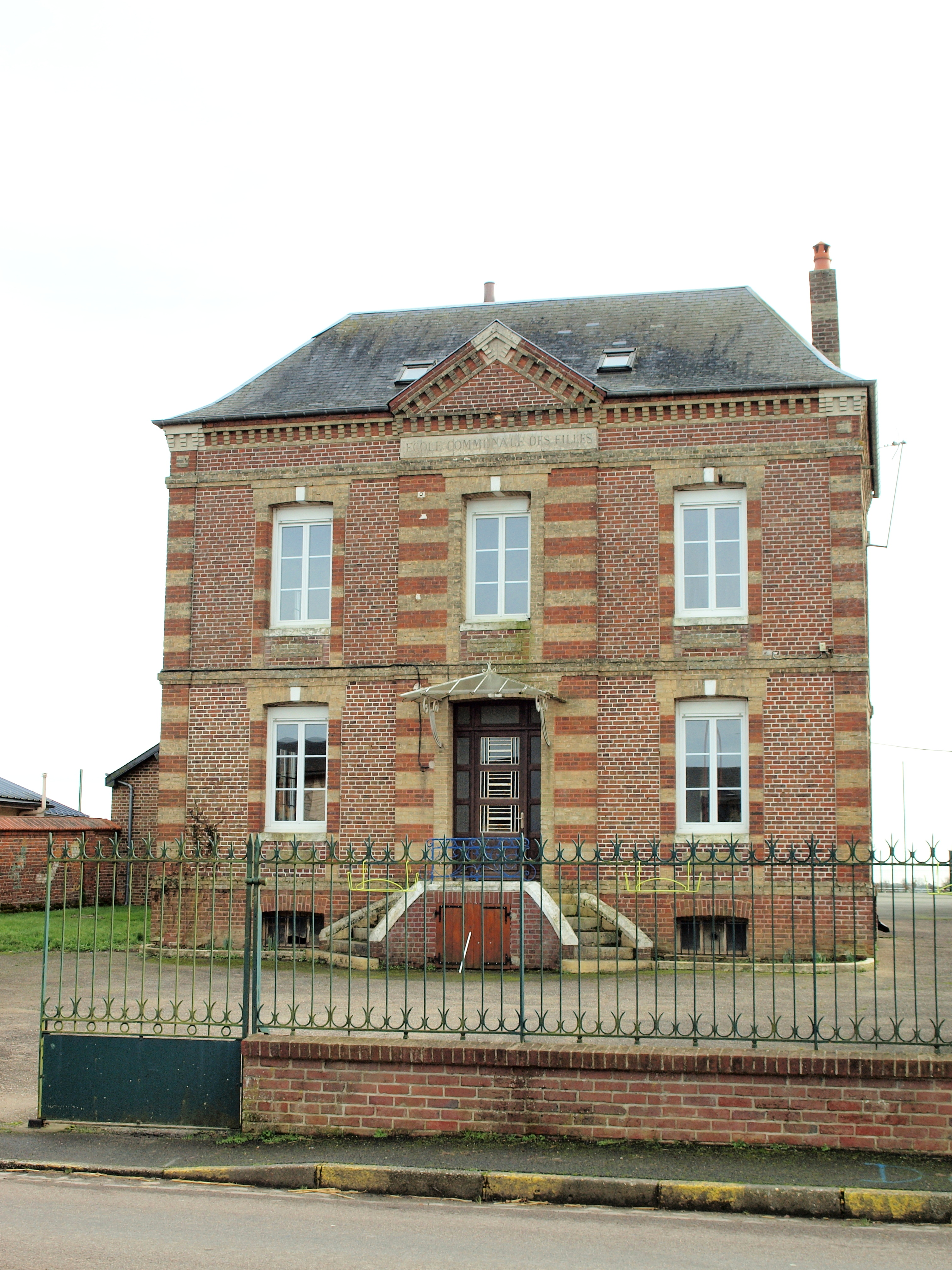
L'ancienne école
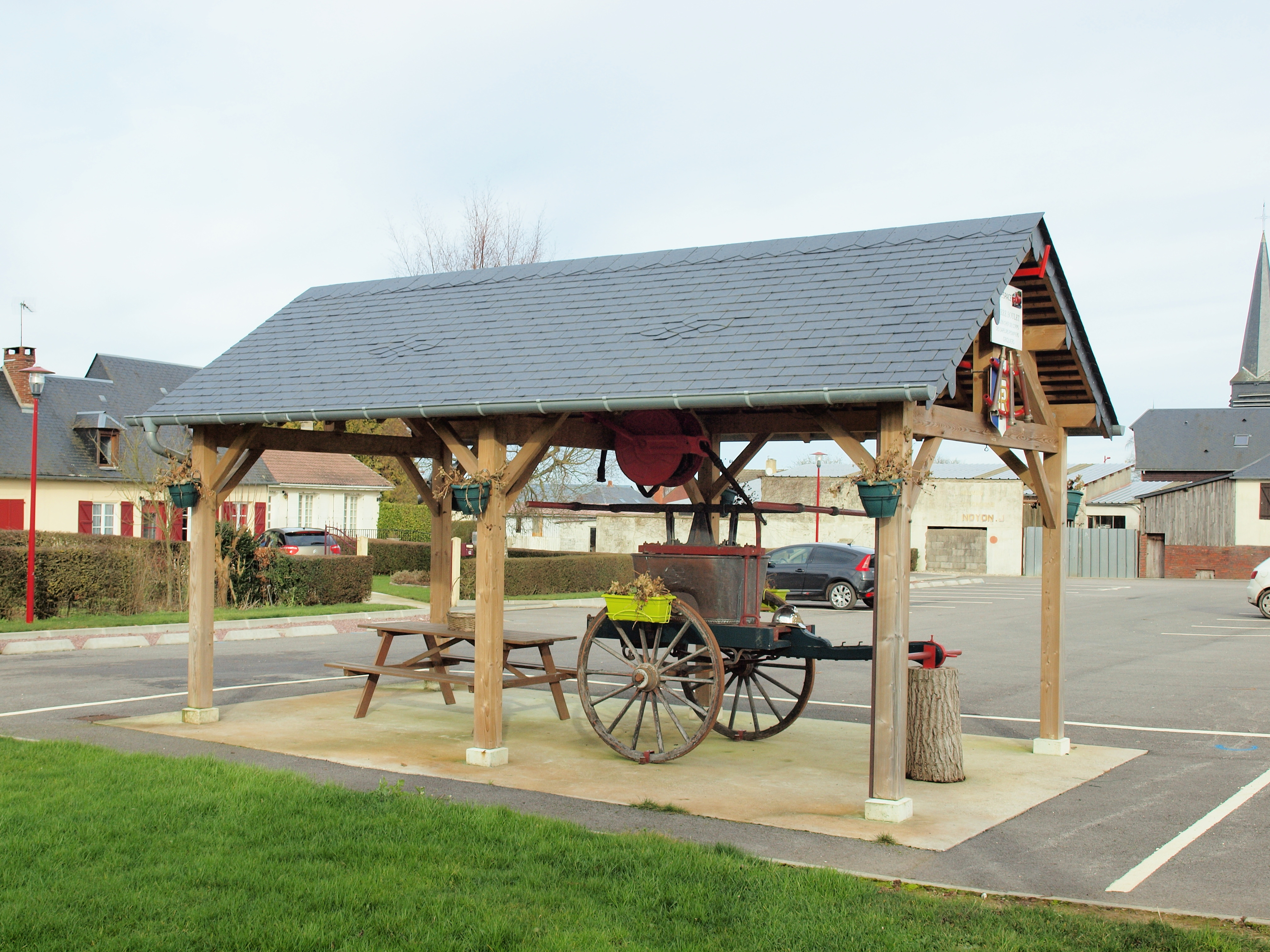
Halle Pierre Boulet, place Jean Noyon
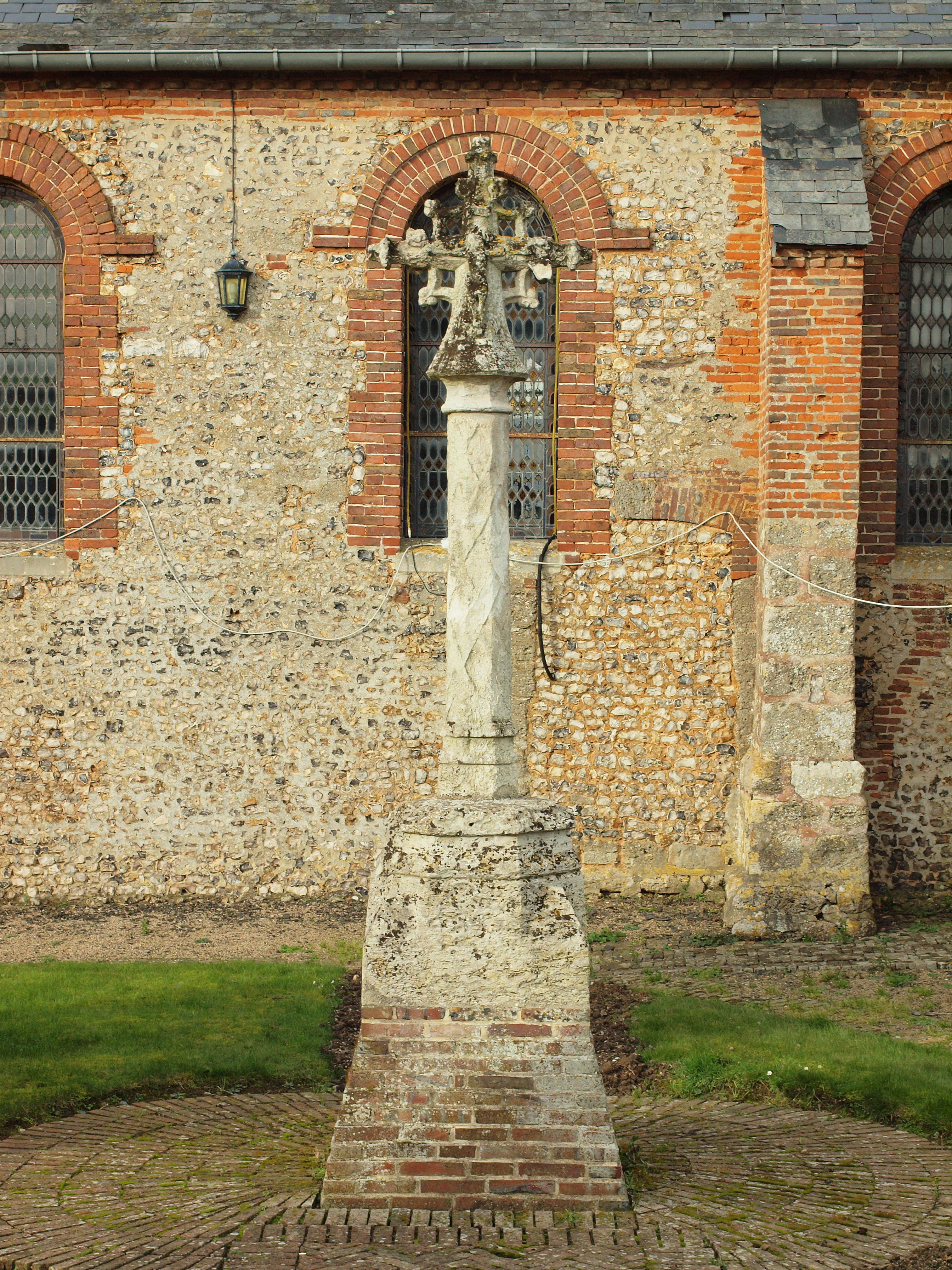
Calvaire sur le côté de l'église
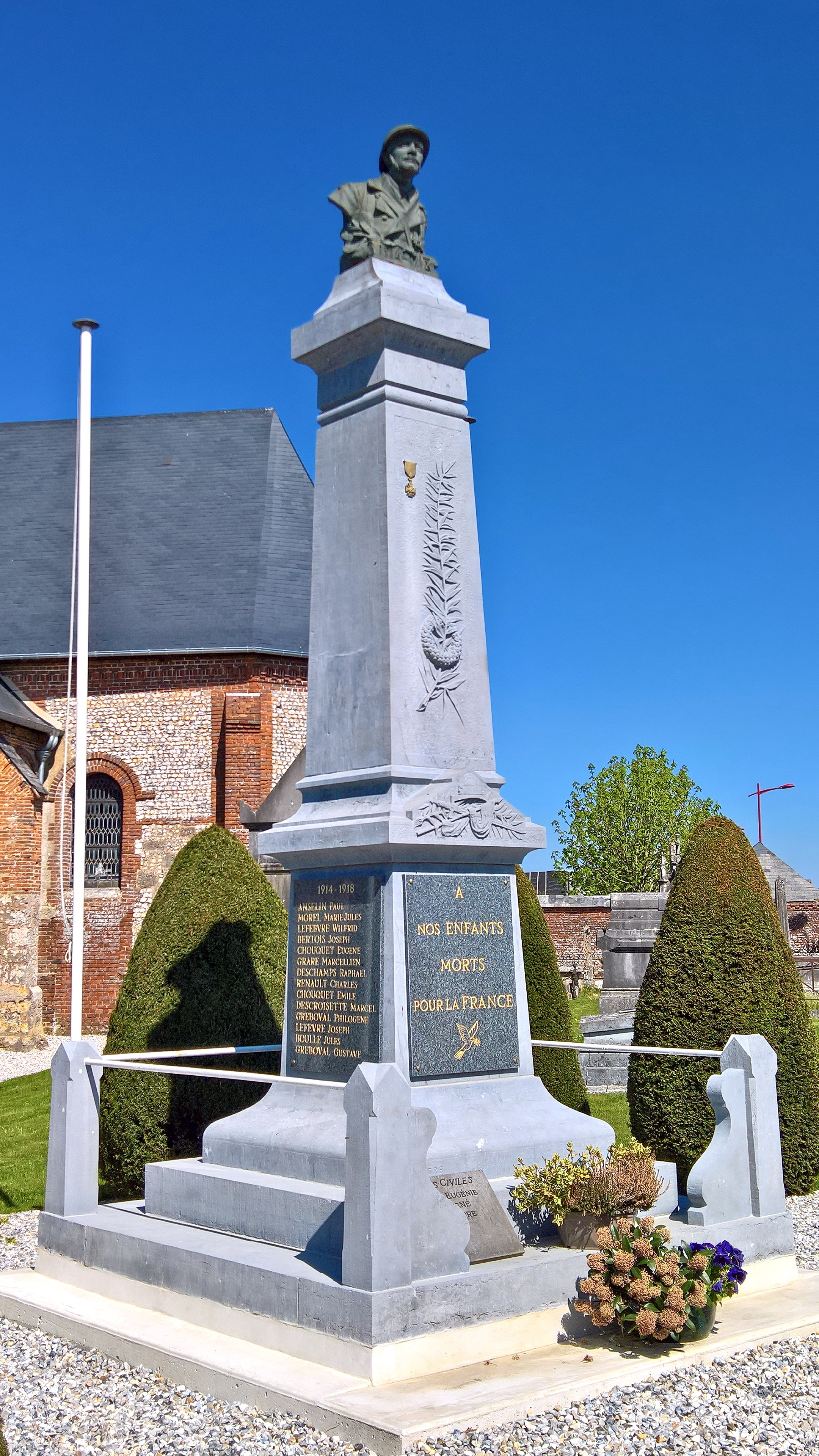
Monument aux morts de Criquiers.
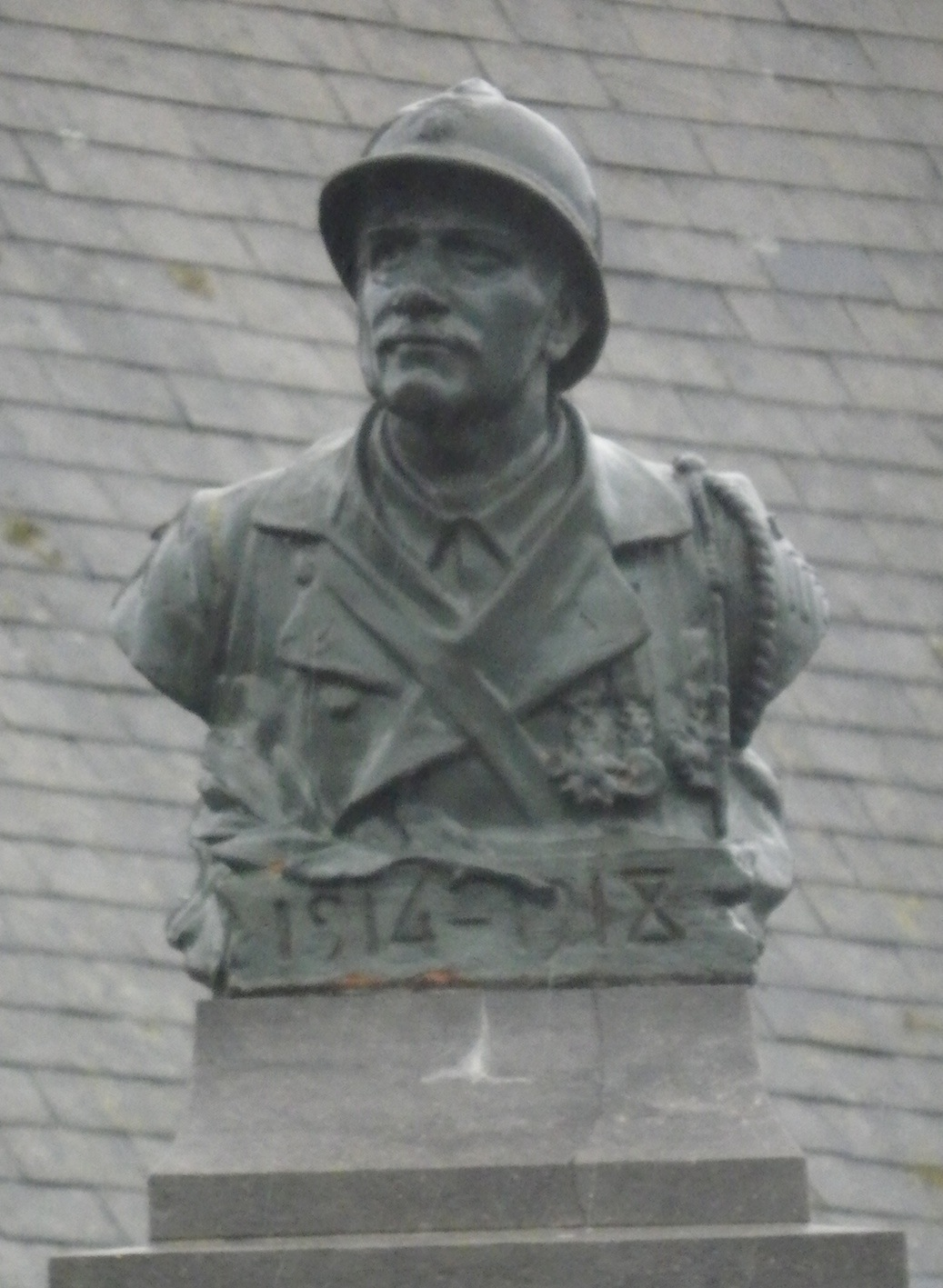
Buste de poilu par Eugène Bénet, datant de 1920, sur le monument aux morts

### Personnalités liées à la commune
- Pierre Sacquéepée (1783-1843), sergent au 11e régiment de tirailleurs, chevalier de la Légion d'honneur, né et mort à Criquiers[33].

### Héraldique
| Blason de Criquiers | Blason  | D'argent au créquier arraché au naturel fruité de pourpre, à la filière d'azur |
| Blason de Criquiers | Détails | Création Francis Pinguet, 2001.                                                |